# Гайнц Фішер (підводник)
Гайнц Фішер (нім. Heinz Fischer; 18 квітня 1904, Шнайдемюль — 30 грудня 1970) — німецький офіцер-підводник, фрегаттен-капітан крігсмаріне.

## Біографія
1 квітня 1925 року вступив на флот. У вересні-грудні 1935 року командував торпедним катером T-23, після чого пройшов тривалу підготовку підводника. З 16 листопада 1936 по 31 жовтня 1938 року — командир підводного човна U-29, на якому здійснив 2 походи до узбережжя Іспанії. Після цього був старшим офіцером з підготовки підводників. З червня 1939 року служив на штабних посадах в училищі підводників і навчальних флотиліях. З січня 1940 року — заступник командира, з травня 1940 року — командир 2-ї флотилії. Одночасно з 12 травня по 8 червня 1940 року командував U-26, на якому здійснив 1 похід (13 днів у морі): під час Норвезької кампанії з 23 по 27 травня доставив припаси для люфтваффе в Тронгейм, після чого 29 травня по 5 червня повернувся у Вільгельмсгафен з 31 тонною залізної руди в якості баласту. З 1 серпня 1941 року — командир 4-ї флотилії. 8 травня 1945 року взятий в полон британськими військами. 27 серпня 1945 року звільнений.

## Звання
- Кандидат в офіцери (1 квітня 1925)
- Морський кадет (16 листопада 1925)
- Фенріх-цур-зее (1 квітня 1927)
- Лейтенант-цур-зее (1 жовтня 1929)
- Оберлейтенант-цур-зее (1 липня 1931)
- Капітан-лейтенант (1 жовтня 1935)
- Корветтен-капітан (1 січня 1940)
- Фрегаттен-капітан (1 квітня 1944)

## Нагороди
- Медаль «За вислугу років у Вермахті» 4-го і 3-го класу (12 років)
- Іспанський хрест в сріблі з мечами (6 червня 1939)
- Орден морських заслуг (Іспанія) 1-го класу, білий дивізіон (21 серпня 1939)
- Залізний хрест 2-го класу (5 серпня 1940)
- Хрест Воєнних заслуг
  - 2-го класу з мечами (20 квітня 1943)
  - 1-го класу з мечами (1 вересня 1944)